# Caso subelativo
El caso subelativo es un caso gramatical usado en el idioma lezgiano, Originalmente se usaba para expresar la palabra "desde abajo". El sufijo es: -кай (-kaj).
Este caso se puede usar para tomar los siguientes papeles:
La expresión original de "desde abajo"
- Палту михиникай куьрсарнава.
  - paltu mixinikaj kyrsarnava.
  - El abrigo cuelga del clavo.[1]

Significa "de" en muchos sentidos abstractos, como "libre de"
- Гила чи ватан душманрикай азад я.
  - gila chi vatan dushmanrikaj azad ja.
  - Ahora nuestra patria está libre de los enemigos.[1]

Puede significar "contra" con verbos como "proteger" y "salvar"
- Анжах дуствиливай чун душмандикай хуьз жеда.
  - anzhaxdustvilivaj chun dushmandikaj xyz zheda.
  - Sólo la amistad puede protegernos contra el enemigo.[1]

Puede expresa el uso de la palabra "fuera de"
- Гадайрикай гзафбуру рушарихъ галаз кьуьлерзавай.
  - gadajrikaj gzafburu rushariqh galaz q'ylerzavaj.
  - Muchos de los niños bailaban con las niñas.[1]

En construcción "X se convierte en Y" (literalmente "X se convierte en Y") marca la Y (es decir, el punto de partida del cambio) 
- Вакай хъсан

устIар жеда.
- - vakaj qhsan ust'ar zheda. 
  - Tú te convertirás en un maestro. (lit. un maestro saldrá de ti)[1]

Expresa el tema del habla o del pensamiento ("sobre algo")
- За вакай фагьумзавай.
  - za vakaj fahumzavaj.
  - Estaba pensando en ti.[1]

Puede expresar la causa de las emociones
- Гъалидиз вичин бубадикай хъел атана.
  - g'alidiz vichin bubadikaj qhel atana.
  - Ali se enojó con su padre.[1]